# Cándido el Tebano
San Cándido († 287) fue, según la leyenda, un mártir cristiano miembro de la diezmada Legión Tebana, formada por cristianos originarios de Tebas, en Egipto. 

## Leyenda
La «leyenda dorada» dice: "Y el hombre noble, Mauricio, fue el comandante de esta legión sagrada, y los que la comandaban en su virtud, los que llevaban sus estandartes, se llamaban Cándido, Inocencio, Exuperio, Víctor y Constantino, todos ellos eran capitanes".
De acuerdo con la carta que Euquerio, obispo de Lyon (c. 434 – 450) dirigió al también obispo Salvio de Albi, Cándido es denominado como senator militum (oficial de Estado Mayor) de San Mauricio.
Mauricio se opuso al emperador romano Maximiano, que había ordenado a la Legión practicar ritos no-cristianos en su nombre, declarando: "Nosotros somos sus soldados, pero también somos siervos del Dios verdadero. No podemos renunciar a Aquel que es nuestro Creador y Señor, y también el suyo a pesar de que lo rechazan".
Cándido, junto con su comandante y muchos otros miembros de su legión, fueron martirizados cerca del lugar que ahora ocupa la Abadía de San Mauricio en la ciudad de San Mauricio (Suiza), entonces llamada Agaunum. Su festividad se celebra cada 22 de septiembre.
Las reliquias de San Cándido fueron recogidas en un relicario en el siglo VI y depositadas en la abadía de San Mauricio de Agaunum. En ella se veneró un busto de plata repujada de San Cándido.

## Galería

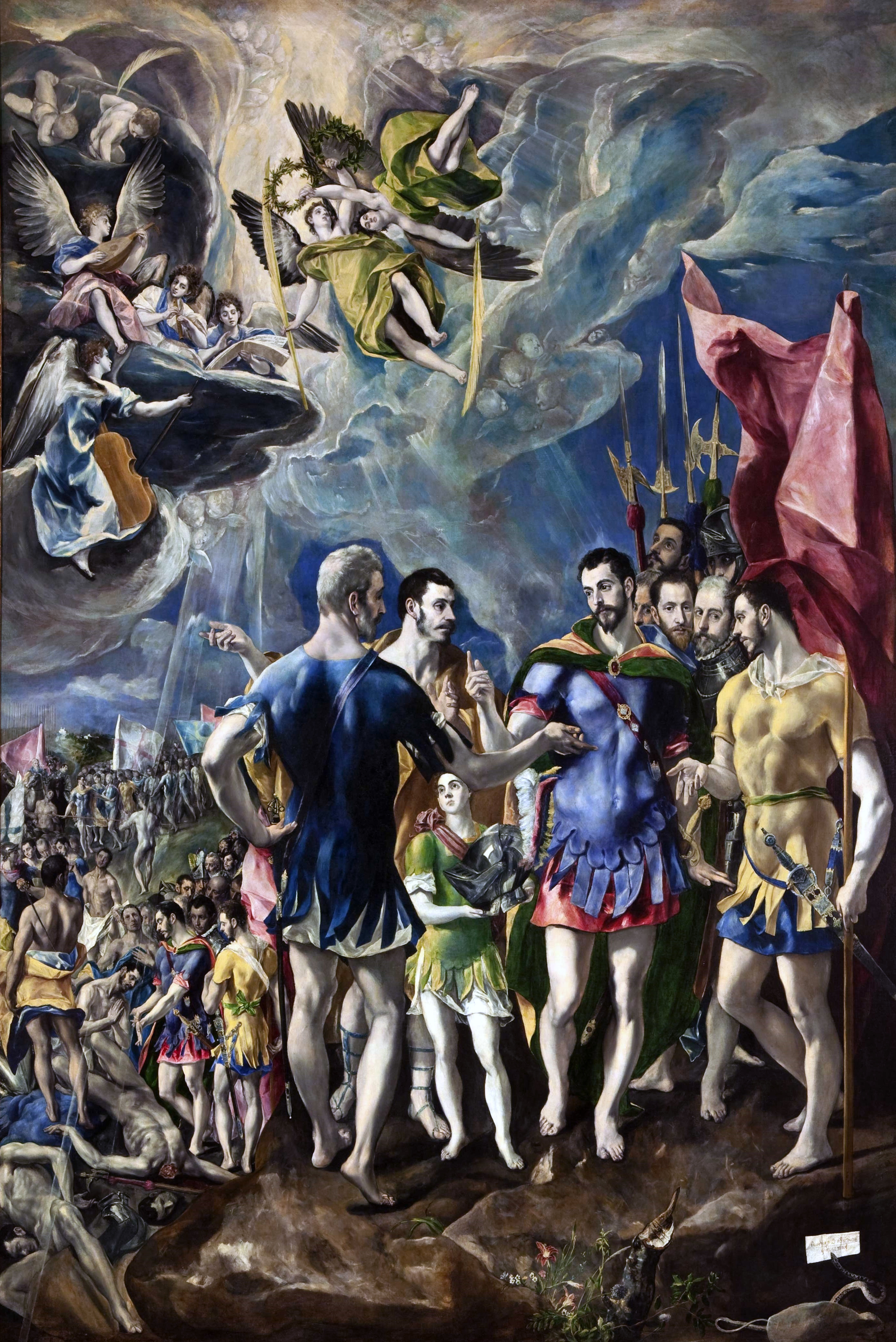
El Greco. El Martirio de San Mauricio.  una de las figuras en primer plano que porta un estandarte ha sido identidicado como San Cándido.
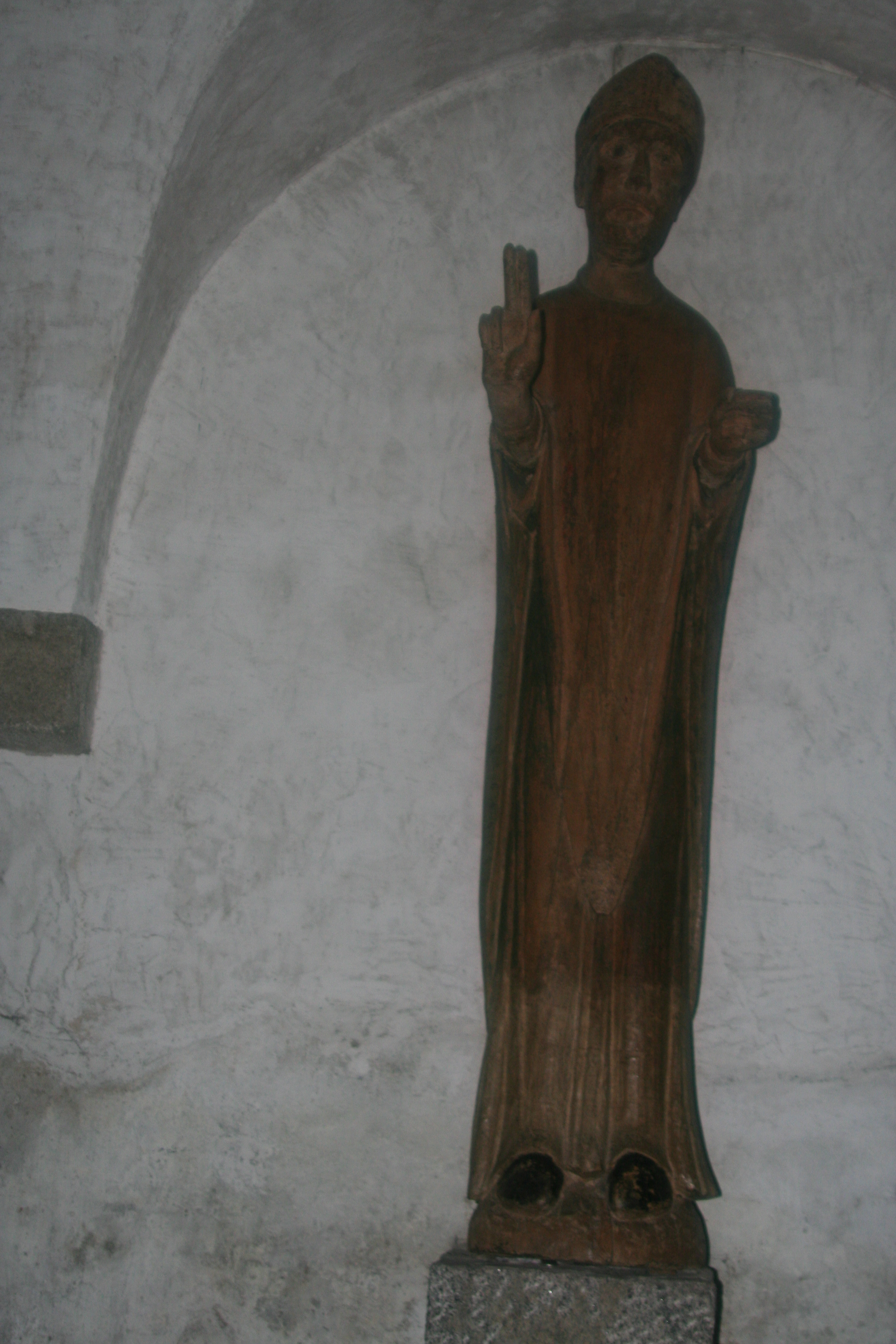
Imagen de una escultura románica del siglo XIII que representa al titular de la Colegiata de San Cándido, en Innichen-San Cándido (Tirol del Sur).

## Otros santos con el mismo nombre
- Cándido de Armenia, un mártir armenio cuya festividad se celebra el 10 de marzo.
- Cándido de Roma, un mártir romano enterrado en la colina del Esquilino, cuya festividad se conmemora cada 3 de octubre.[6]
- Cándido mártir, cuya memoria se recuerda el 2 de febrero.[7]